# Axel Björklund
Axel Björklund, född 1982, är en svensk journalist från Mörbylånga, Öland.
Axel Björklund arbetade på Barometern, Mölndals-Posten och Kungälvs-Posten samt Metro innan han 2007 anställdes på Dagens Nyheter.
2008 blev han redaktör för tidningens På stan-bilaga. 2010-2013 arbetade han som nyhets- och nöjeschef samt editionschef på DN Kultur. 2013 startade Axel Björklund DN:s Lördagsbilaga och mellan 2016 och 2020 var han planerande nyhetschef på tidningen, med ansvar bland annat för grävredaktionen DN Granskar.
Sedan augusti 2020 är Axel Björklund projektledare och ansvarig utgivare på SVT-programmet Uppdrag granskning.